# Usedlost čp. 25 (Týček)
Usedlost čp. 25 stojí v obci Týček v okrese Rokycany. Jedná se o ojedinělý příklad patrového roubeného venkovského domu, který je od roku 1964 zapsán do státního seznamu kulturních památek.

## Historie a popis
Dům vznikl někdy kolem 30. let 19. století. Jeho štít stojí směrem k hlavní komunikaci, vedoucí od Zbirohu k Líšné. Jedná se o patrový obytný dům na podezdívce s valbovou střechou krytou eternitovými šablonami. Štítové a dvorní průčelí je obehnáno bedněnou pavlačí, jenž je zakryta přesahem střechy. Společně jsou podepřeny tesanými hranolovými sloupky. Ve štítu je jedna okenní osa a na dvorní straně dvě. Vpravo od vchodu v přízemí stojí dřevěné schody vedoucí na pavlač. Vstup do přízemí je osově shodný se vstupem do interiéru v patře. Zezadu navazuje na obytné stavení stodola se zděným přízemním přístavkem, prkennými vraty a rohovým vikýřem. Stodola má sedlovou střechu, krytou opět eternitem, spojenou se střechou obytné části. Na přístavku nalezneme pultovou střechu s větracím otvorem ve štítu. Objekt dnes slouží k rekreačním účelům.
Přímo za objektem se nachází další památkově chráněná usedlost čp. 28.